# Cirerer de Virgínia
El Cirerer de Virgínia (Prunus virginiana) és una espècie de planta rosàcia originària de Nord-amèrica.
És un arbust o petit arbre de fins a 5 m d'alt. Les fulles són ovals i de marge serrat. Les flors es fan en raïms de 15-30 flors. El fruit fa un cm de diàmetre de color que va de vermell a negre i molt astringent.

## Usos
Hi ha cultivars apreciats com 'Goertz', que tenen el fruit comestible. Les fulles són tòxiques pels cavalls. El 2007, va ser declarat fruit oficial de Dakota del Nord.